# Seven Mile Beach
Seven Mile Beach (SMB) je dlouhá pláž korálového písku ve tvaru půlměsíce na západním konci ostrova Grand Cayman, součásti souostroví Kajmanské ostrovy v západní části Karibiku.
Pláž Seven Mile Beach je známá svou krásou a nedávno[kdy?] získala čestný titul "Nejlepší karibské pláže" od časopisu Caribbean Travel and Life Magazine. Podle pravidla odlivu je to veřejný majetek, takže lze chodit po celé délce pláže, bez ohledu na to, kde je návštěvník ubytován.
Pláž Seven Mile Beach je nejoblíbenější a nejrozvinutější oblastí Grand Cayman. Je na ní umístěna většina luxusních hotelů na ostrově. Navzdory jménu měření udává skutečnou délku nepřetržité písečné pláže jen o něco více než 10,1 km (tedy asi 6,3 míle).
Pláž je zmenšována erozí, která ji zužuje v některých oblastech a zkracuje její délku u konců. Stejně jako zbytek ostrova Grand Cayman bylo okolí pláže Seven Mile vážně postiženo hurikánem Ivan v září 2004, ale většina hotelů již běží na plnou kapacitu.
U většiny středisek jsou restaurace otevřené veřejnosti a plážové bary. Hned u pobřeží je několik malých útesů, které nabízejí dobré možnosti pro šnorchlování, zejména umělý útes u hotelu Marriott.
Přímo na jih od pláže Seven Mile je George Town, hlavní město Kajmanských ostrovů, kam jezdí turisté, zatímco na severu je oblast West Bay s želví farmou a vápencovými útvary.